# Goniada maorica
Goniada maorica är en ringmaskart som beskrevs av Benham 1909. Goniada maorica ingår i släktet Goniada och familjen Goniadidae.
Artens utbredningsområde är havet kring Nya Zeeland. Inga underarter finns listade i Catalogue of Life.